# Top 40 Recordland
El Top 40 de Recordland es una lista publicada semanalmente en el sitio oficial de Recordland, que muestra los álbumes de mayor venta en Venezuela durante la semana en curso.
No sólo música venezolana, también cantantes latinos y grupos americanos tienen gran influencia en la lista. Semanalmente se publican dos listas una de los álbumes y otra de los DVD más vendidos.